# الكسندر فرانك
الكسندر فرانك (23 سبتمبر 1982 بدوشنبه في طاجيكستان - ) هو مدرب كرة قدم ولاعب كرة قدم طاجيكي في مركز الوسط. لعب مع أدميرا فاكر مودلينغ واستقلال دوشنبه ونادي شريف تيراسبول وسسكا بامير دوشنبه وFC Rot-Weiß Erfurt ‏ وCSKA Dushanbe ‏ وFC Schönberg 95 ‏ وBarkchi Hisor ‏ ونادي لوبيك ‏ وQizilqum FC ‏.

## وصلات خارجية
- الكسندر فرانك على موقع Soccerway.com (الإنجليزية)